# 田中實 (演員)
田中实（日语：／ Tanaka Minoru，1966年10月27日—2011年4月25日）是日本东京都大田区出身的男演员，他在生前曾所属于JVC Entertainment及Oscar Promotion。

## 生平
田中實於1985年開始接受藝能訓練，最初參演舞台劇。直到1990年，擔任NHK電視台晨间连续剧《凛凛》男主角，與當時人氣歌手荻野目洋子合演，突破該時段收視率，人氣上升。1993年結婚。後來田中亦演出無數劇集和電影，包括時裝劇、古裝劇，甚至特攝片《假面骑士W》劇場版及《超人力霸王梅比斯》飾演防衛軍隊長「迫水真吾」暨「佐菲」人間體。
2011年4月25日下午，田中實被發現在家中上吊身亡，疑似因憂鬱症輕生，享年44歲。途中各個超人力霸王相關社群平台給予以下弔念：

佐菲（人間體），願我們永遠的隊長成為光，他將為我們照亮前行的道路。